# Катейт
Катейт (Шествие великанов) (Reuzenommegang Katuit) — фольклорный праздник ежегодно проходящий в августе в 
бельгийском городе Дендермонде.
Главные герои этого шествия — три великана, огромные фигуры, которые танцуют по улицам города. Их зовут Индеец (Indiaan), Марс (Mars) и Голиаф (Goliath). Шествие, в котором также выступают оркестры, более 1000 фигурантов, украшенные колесницы и так далее, посвящено истории и легендам города. Каждый год, более 40000 зрителей посещают шествие. В конце представления устраивается музыкальный фейерверк на Большом Рынке, который производит глубокое впечатление на зрителей. Шествие Великанов — одно из самых важных фольклорных мероприятий во Фландрии, которое в 2005 году было внесено в список Всемирного наследия ЮНЕСКО.

## История Шествия Великанов
Как и большинство исторических шествий, Шествие Великанов города Дендермонде раньше являлось религиозной процессией. Эта процессия раньше организовалась в августе, когда заканчивалась городская ярмарка. В середине 15 века, великаны Индеец, Марс и Голиаф демонстрировались почти на всех народных праздниках и во всех шествиях. С 1522 года, Шествие Великанов организовывалось в четверг после четвёртого воскресенья августа. С 2005 года, выбрали новую дату: последний четверг августа.
До 1960-х годов Шествие Великанов оставалось очень простым. Три великана демонстрировались народу рядом с тогдашним полицейским участком. Потом шествие продолжалось по городу, мимо разных местных кафе. Два барабанщика, несколько полицейских и несколько факельщиков сопровождали великанов.

## Обновление
В 1967 году появились планы повысить престиж Шествия Великанов. Хотели организовать огромное шествие, в котором великаны будут играть главную роль. Были построены украшенные колесницы, сшиты костюмы для статистов и приглашен оркестр. Благодаря театральным труппам и профессиональным артистам, качество Шествия Великанов намного повысилось.

## Главные элементы

### Великаны
Великаны танцуют и приветствуют публику. Посетители шествия поют старинные песни города, как «Heft ons Banier» и «Al die daar zegt: de Reus die komt».

##### Индеец
В 1714 году был создан ‘новый’ великан: Индеец, который очень был похож на более старого великана, на великана богини охоты. Может быть, что Индеец и Богиня охоты на самом деле тот же самый великан, так как в этот период иногда закрашивали великанов.
Индеец напоминает открытие Америки. Его высота 4,45 м и вес 71 кг.

##### Марс
Этот великан — римский бог войны: у него на скульптуре меч и шлем. Резные части его тела относятся к 17-му веку. Они сделаны в 1648 году скульптором Valentyn Vander Lantscroon. Высота Марса 3,70 м и вес 79 кг.

##### Голиаф
Воинственный Голиаф был великаном библейского племени Филистимлян, против которого боролся Давид. У него есть меч и необычный головной убор. Голиаф относится к 1626 году. Его высота 4,00 м и вес 76 кг.

### Носильщики великанов
Во время каждого Шествия Великанов, носильщики великанов обеспечивают что Индеец, Марс и Голиаф танцуют по улицам города Дендермонде на мелодии старых народных песен. Именно этот танец, вместе с прекрасным украшением великанов, характеризируют уникальных великанов Дендермонде. После обновления шествия в 1967 году, носильщики объединились в «Братстве Носильщиков Великанов». Они очень гордятся своей задачей. Эта привилегия передается от отца к сыну. Семьи Buggenhout и De Wolf играют важную роль в этой традиции.
Правильно поднимать, носить и ставить великанов — трудная задача, которая требует много тренировки, знаний и опыта. Тяжесть каждого великана, удержание его в равновесии и танец составляют настоящее испытание для носильщиков. Во время каждого Шествия Великанов работают 10 носильщиков, которые сменяют друг друга. У каждого носильщика есть свой собственный стиль.

### Главные украшенные колесницы

##### Корабль
Корабль — один из самых старых и самых известных элементов фламандских шествий. Он появился уже в Шествии Дендермонде в 1481 году и символизировал легенду Святой Урсулы и её 11000 дев. Настоящий корабль относится к 1930 году. В Шествии Великанов, он не символизирует религиозные легенды или военные картины, а торговлю, мореплавание и поэтому прозвище жителей города Дендермонде, «бурлаки» (нидерл. scheepstrekkers). С 2000 года, корабль также символизирует исследовательские экспедиции.

##### Кит
Кит стал частью шествия после необычного улова рыбы. 7 июля 1711 года, когда рыбаки из Дендермонде поймали белого дельфина, а думали что это был кит. Рыбаки показывали этот улов в Дендермонде, Генте, Брюсселе и других городах. Затем они подарили дельфина магистрату города.

##### Рос Бейард умирает
Город Дендермонде и Шествие Великанов связаны с фигурой «Рос Бейард». Уже 600 лет существует легенда о Рос Бейард — гигантском коне и 4 братьях. Давно, в 801 году правитель свободного города Дендермонде Аймон был приглашен на праздник к королю Карлу Великому. Там они поссорились, и сердитые, разъехались по своим родным местам. Примирение наступило лишь, когда Аймон женился на двоюродной сестре Карла, Аделхейд. У Карла родился один сын, у Аймона и Аделхейд — четыре. При посвящении в рыцари каждый сын получил в подарок коня, но сын Рейнаут был настолько силен и могуч, что ни один конь не мог его выдержать. Тогда отец дал ему Рос Бейард — коня, которого никто не мог объездить, настолько он был огромен. Рейнаут сумел завоевать дружбу гиганта.
Однажды Рейнаут поссорился с сыном Карла, Лодевиком, и отрубил ему голову. Четырем братьям пришлось спасаться бегством от Карла Великого. Все вместе они уселись на спину огромного Рос Бейард, добрались до Динана, долго оборонялись в тамошней крепости, но поняв неравенство сил, решили вернуться в родной город Дендермонде. Там они нашли одну только мать, от которой узнали, что их отец Аймон находится в плену у Карла. Карл соглашался заключить мир только при условии, что он получит коня. Рейнаут отказался, но в конце концов согласился, уступив горячим мольбам матери.
Коня заковали в цепи, надели на шею мельничные жерновы и решили утопить в Шельде. Дважды разбивал Рос жернова, дважды всплывал он на поверхность и плыл к своему хозяину. После второго раза Рейнаут не выдержал трагизма ситуации и отвернулся. В третий раз конь выплыл на поверхность, но увидев, что его хозяин не смотрит на него, решил, что тот предал своего верного коня. Рос Бейард тогда больше не хотел жить и утонул. Украшенная колесница «Рос Бейард умирает» символизирует эту легенду.

## Где и когда
Шествие Великанов и день «Katuit» каждый год празднуют в Городе Дерндермонде, в последний четверг августа. Спектакль бесплатный.